# Revolution (album)
Revolution je deveti studijski album Jelene Karleuše. Izdala ga je izdavačka kuća City Records 7. veljače 2008. godine. Album je prodan u nakladi od 680 000 primjeraka te je Jelenin najprodavaniji album.

## Popis pjesama
| Br. | Skladba                | Trajanje |
| --- | ---------------------- | -------- |
| 1.  | »Tihi ubica«           | 3:55     |
| 2.  | »Testament«            | 3:31     |
| 3.  | »Ko ti to baje«        | 3:52     |
| 4.  | »Saki«                 | 3:10     |
| 5.  | »Casino«               | 5:12     |
| 6.  | »Jedna noć i kajanje«  | 3:31     |
| 7.  | »Pamet u glavu«        | 3:14     |
| 8.  | »Baš je dobro biti ja« | 2:50     |
| 9.  | »Mala«                 | 3:39     |
| 10. | »Mala (teatro mix)«    | 3:50     |

## Izdanja
| Regija | Datum            | Format(i)  | Izdavač      |
| ------ | ---------------- | ---------- | ------------ |
| Srbija | 7. veljače 2008. | CD, kaseta | City Records |